# Nahikari García
Nahikari García Pérez est une footballeuse internationale espagnole, née le 10 mars 1997, à Urnieta, commune du Guipuscoa dans la communauté autonome du Pays basque en Espagne. Elle évolue au poste d'attaquante à l'Athletic Bilbao.

## Carrière

### En club
Nahikari García commence à jouer au football à l'âge de neuf ans à Saint-Sébastien. 
Elle fait ses débuts en professionnel avec le club Basque du Añorga KKE.
En janvier 2014, Nahikari García rejoint la Real Sociedad. Elle détient le record du club du plus grand nombre de buts marqués en une seule saison, avec 16 buts en 2016. Elle joue son premier match en première division à l'âge de seize ans, contre le club de Levante.
Après un passage au Real Madrid, elle retourne au Pays basque en 2023 en signant à l'Athletic Bilbao.

### En sélection
Nahikari García représente l'Espagne à différents niveaux chez les jeunes.
Elle est notamment capitaine de l'équipe des moins de 19 ans.
Le 31 août 2018, Nahikari García est sélectionnée pour la première fois en équipe nationale espagnole lors d'une victoire 5-1 contre la Finlande.
En mai 2019, Nahikari García apparaît sur la liste des 23 joueuses espagnoles retenues afin de participer à la Coupe du monde 2019 organisée en France. Nahikari García joue les quatre matches de l'équipe espagnole, lors de la coupe du Monde 2019. Elle n'a inscrit aucun but en 232 minutes de jeu lors du tournoi.

## Palmarès
- Real Sociedad
  - Vainqueur de la Coupe de la Reine en 2019

- Espagne
  - Finaliste de la Coupe du monde des moins de 17 ans en 2014
  - Finaliste du championnat d'Europe des moins de 17 ans en 2014
  - Finaliste du championnat d'Europe des moins de 19 ans en 2014, 2015 et 2016[8]